# Marcipa bernardii
Marcipa bernardii là một loài bướm đêm trong họ Erebidae.